# 議事進行係
議事進行係（ぎじしんこうがかり）とは、会議において議事進行に関する動議等を提出し会議の進行を促す役を担う者のこと。本項は日本の国会で慣習として設けられている、通称「呼び出し」「呼び出し太郎」とも呼ばれる役割について説明する。日本国外においても議長が議場に議事進行について形式的に諮り発声採決で可決する慣行は広く行われている。

## 衆議院
日本の国会では、衆議院に議事進行係が慣行上存在する。議事進行係は与党の議院運営委員の一人が務める。本会議場で
- 議案上程に関する緊急動議。不信任決議案、解任決議案など。
- 議事日程追加の緊急動議、院内における役員等（例として常任委員会委員長）の各種選出手続を省略し議長において指名することを求める動議
- 残余の質疑を明日以降に継続して行う上で本日の会議の散会を求める動議

などを、議席に臨時に設けられた専用マイクロフォンを用いて大声で「ぎちょーーー！」（最低7秒伸ばす）と衆議院議長に発言許可を求め、衆議院議長は「○○君から発言の申し出がありました。特にこれを許します」と許可するか「○○君（さん）」と指名する。許可されてから動議の内容を述べた上で「○○○されることを望みまーーーす！」（最低5秒伸ばす）と申し出る（提出する）ことが役割である。
議長が「○○君の動議に御異議ありませんか」と議場に諮ると「異議なし」と大多数議員の発言が続き、「御異議なしと認めます。よって、動議のとおり決まりました」あるいは議事日程追加の場合は「よって、日程は追加されました」と議長が告げ、いわゆる「異議なし採決」で進行する。「○○君の動議に賛成の諸君の起立を求めます」と議長が諮り、起立議員多数で「起立採決」される事例もある。
議事進行係の動議内容自体は衆議院議院運営委員会における各会派の事前申し合わせを逸脱することはほとんどなく、「異議なし採決」と形容されるように極めて慣例的で形式的な行為である。議事録上は冒頭の「議長ーーー！」発声は記録されず、議長の発言者氏名「○○君」に続き議事進行係の動議内容のみが記載される。河野太郎は、議案追加そのものについて異議があり、議長の「ご異議ございませんか」の後に「異議あり」と差し挟んだものの、無視する形で「ご異議なしと認めます」と押し切られた経験を紹介している。

### 定着背景
1894年（明治27年）の帝国議会で、立憲自由党の吉本栄吉議員が、紛糾する議場内を静めるために大声で叫んだことが始まりとされる。当時はマイクロフォンなどの音響設備が無く、広い議場で全議員へ響き渡るために独特の抑揚をつけて叫んだ。背景に、議場が紛糾しても議員同士の討論自体は厳然と価値があり、議長が軽軽に「討論を止め議事進行」するわけにはいかない万機公論精神の遵守がある。衆議院は、議員に対する討論停止の議長下令を忌避する傾向があるが議員から進行を促そうというものである。のちに半ば慣習的に議事進行係が定着した。
若手の「登竜門」とも呼ばれている役職である。
一方、橋下徹は「マイクがあるんだから今は『議長！』でいいじゃないですか」と疑問視している。

## 参議院
参議院は1993年（平成5年）まで議院運営委員の一人が動議提出にあたっていたが、以降は議員の動議によらずに議長自らが、「この際、日程に追加して○○を議題とすることに御異議ございませんか。」と議事日程追加や「つきましては○○の選挙はその手続きを省略して議長において指名することに御異議ございませんか。」と選挙省略を議場に諮っている。

## 経験者一覧

### 衆議院
のちに内閣総理大臣になった者は太字で記載
- 土井直作
- 安平鹿一
- 笹口晃
- 石田博英（1948年11月8日）
- 正　倉石忠雄・副　福永健司（1950年11月20日）
- 山本猛夫・倉石忠雄（1952年08月25日）
- 久野忠治
- 山崎岩男
- 荒舩清十郎（1953年7月4日～）
- 今村忠助
- 長谷川四郎
- 山中貞則（1954年11月29日～）
- 長谷川四郎（1955年12月19日～）
- 山中貞則（1956年6月3日～）
- 松沢雄蔵（1958年9月27日～）
- 天野公義（1959年10月24日～）
- 田辺国男（1960年12月22日～）
- 天野公義（1962年8月4日～）
- 草野一郎平（1962年12月8日～）
- 竹下登（1963年10月15日～）
- 小沢辰男（1963年12月20日～）
- 海部俊樹（1965年1月18日～）
- 亀岡高夫（1966年11月30日～）
- 竹内黎一（1967年6月23日～）
- 山村新治郎（1968年1月30日～）
- 西岡武夫（1969年1月27日～）
- 加藤六月（1970年2月13日～）
- 藤波孝生（1971年7月14日～）
- 浜田幸一（1972年10月27日～）
- 中山正暉（1972年12月25日～）
- 森喜朗（1973年12月1日～）
- 木村武千代（1974年7月31日～）
- 森喜朗（1974年12月9日～）
- 羽田孜（1975年1月24日～）
- 三塚博（1975年12月27日～）
- 瓦力（1977年1月31日～）
- 瓦力（1978年12月12日～）
- 加藤紘一（1978年12月19日～）
- 玉澤徳一郎（1978年12月22日～）
- 鹿野道彦（1980年7月18日～）
- 小里貞利（1981年12月21日～）
- 保利耕輔（1982年12月3日～）
- 古賀誠（1984年2月6日～）
- 長野祐也（1984年12月1日～）
- 桜井新（1986年1月27日～）
- 谷垣禎一（1986年7月23日～）
- 自見庄三郎（1987年11月27日～）
- 金子原二郎（1989年6月5日～）
- 佐藤敬夫（1990年3月1日～）
- 北村直人（1991年1月23日～）
- 木村義雄（1991年11月8日～）
- 自見庄三郎（1992年8月7日～）
- 魚住汎英（1993年1月22日～）
- 井奥貞雄（1993年8月12日～）
- 小坂憲次（1994年5月10日～）
- 村上誠一郎（1994年7月18日～）
- 山本有二（1994年9月30日～）
- 七条明（1996年1月22日～）
- 荒井広幸（1996年11月8日～）
- 田野瀬良太郎（1997年9月29日～）
- 岸田文雄（1998年8月4日～）
- 野田聖子（1999年10月29日～）
- 小此木八郎（2000年7月28日～）
- 馳浩（2002年1月21日～）
- 下村博文（2002年10月18日～）
- 小渕優子（2003年11月19日～）
- 梶山弘志（2004年10月12日～）
- 中山泰秀（2006年1月20日～）
- 加藤勝信（2006年10月10日～）
- 御法川信英（2007年9月10日～）
- 谷公一（2008年9月24日～2009年7月21日）
- 川内博史（2009年9月16日）
- 高山智司（2009年9月18日～）
- 小宮山泰子（2010年10月1日～）
- 太田和美（2011年9月13日～）
- 鷲尾英一郎（2012年7月6日～）
- 早川久美子（2012年10月29日～）
- 阿部俊子（2012年12月26日・27日）
- 御法川信英（2012年12月28日）
- 越智隆雄（2013年1月28日～）
- 阿部俊子（2013年10月15日～）
- 橘慶一郎（2014年9月29日～）
- 伊藤忠彦（2016年1月4日～）
- 笹川博義（2016年9月26日～）
- 田野瀬太道（2017年11月1日～）
- 星野剛士（2018年10月24日～）
- 福田達夫（2019年10月4日～）
- 武部新（2020年10月26日～）
- 山田賢司（2021年10月8日～）
- 佐々木紀（2022年10月3日～）
- 井野俊郎（2023年10月20日～）
- 鈴木隼人（2024年11月28日〜）